# 高津站 (神奈川縣)
高津站（日语：／ Takatsu eki */?）是一個位於神奈川縣川崎市高津區二子四丁目，屬於東急電鐵的鐵路車站。

## 概要
此站是田園都市線的單獨站。不過除了田園都市線列車外，還有部分利用複複線前往溝之口站的大井町線各站停車列車，利用田園都市線軌道停靠本站。由於大井町線軌道並無月台，因此與溝之口站不同，不被視為正式的大井町線車站（二子新地站亦同）。本站的車站編號為田園都市線DT09。
站名雖名為「高津」，但高津區的中心站是南面的溝之口站與東日本旅客鐵道（JR東日本）南武線的武藏溝之口站。

## 年表
- 1927年（昭和2年）7月15日 - 伴隨玉子電氣鐵道溝之口線開通，車站啟用。[2]。
- 1943年（昭和18年）7月1日 - 軌距從1,372mm改為1,067mm，劃入大井町線（大井町 - 溝之口）[2]。
- 1977年（昭和52年）3月 - 車站高架化，月台位置亦有所變動。[2]
- 1982年（昭和57年）4月3日 - 車站二子新地側高架下的電車與巴士博物館（日语：電車とバスの博物館）開幕[2]。
- 2002年（平成14年）9月1日 - 電車與巴士博物館因改良工程而閉館（之後2003年3月21日遷往宮崎台站東側重新開幕）。
- 2007年（平成19年）
  - 11月11日 - 下行線月台移至新月台[3]。
  - 12月23日 - 上行線月台移至舊下行線月台[4]。
- 2008年（平成20年）6月29日 - 上行線月台移至新月台[5]。
- 2009年（平成21年）7月11日 - 車站完成複複線化工程（大井町線延伸）。兩側為側式上下線月台，中央是2線通過線。新設東口剪票口。

### 名稱由來
開業當時，本站是高津村役場（現在大山街道故鄉館附近）是最近站因而命名為高津站。
過去，溝口的市區是在大山街道與府中街道交會處一帶，當時的高津村（之後的高津町）役場也設於該地，比起溝之口站本站較為接近市區。

## 結構
本站為側式月台2面4線高架車站。兩外側是田園都市線線路與月台，內側2線是大井町線線路。因此，本站可見大井町線各站停車（種別表示為白色綠文字）超越田園都市線各站停車的景象。另外，大井町線藍色白文字的各站停車會行駛田園都市線線路並停靠本站。
檢票口分為溝之口側的西口與二子新地側的東口。開業當時僅有溝之口側剪票口，之後隨改良工程於2009年7月開設東口，原剪票札口改稱西口。在改良工程期間（下行線新月台啟用至上行線新月台啟用為止）曾在上下月台臨時連絡通道設置剪票口。
廁所在過去僅有站外高架下由川崎市管理的廁所，改良工程時於同年6月新設站內廁所。

### 月台配置
| 月台 | 路線       | 方向 | 目的地                                              | 備註                             |
| ---- | ---------- | ---- | --------------------------------------------------- | -------------------------------- |
| 1    | 田園都市線 | 下行 | 鷺沼、長津田、中央林間方向                          | 包括大井町線前往溝之口站列車使用 |
| 4    | 田園都市線 | 上行 | 二子玉川、澀谷、半藏門線 押上、 伊勢崎線 春日部方向 | 包括大井町線前往大井町站列車使用 |

（來源：東急電鐵:車站構內圖 （页面存档备份，存于））
- 大井町線為通過線，沒有月台，下行線編號為2號線，上行線編號為3號線。因此，月台編號僅有1、4號線。此外，上下線的標示與列車資訊顯示器皆未提及大井町線。
- 田園都市線各站停車與大井町線各站停車中的藍色白文字列車會停靠本站。停靠本站的大井町線列車在中午（11 - 15時）上下線每小時各有4班（合計20班次），早晨5 - 6時上行（大井町方向）3班，夜間20 - 24時下行（溝之口方向）5 - 8班（上班日與假日班次不同）。

### 改良工程
本站在2000年以前為高架側式月台2面2線構造，之後進行田園都市線複複線化工程與大規模改良工程。
2007年11月下行新月台完成後，上行月台使用下行舊月台舊地作為臨時月台。2008年6月新上行月台完成後，撤除臨時上行月台並改鋪通過線，最後成為側式月台2面4線構造。
本站是田園都市線各站中最晚導入無障礙設施的一站。隨著改良工程的進行，2008年春季完成下行月台的電扶梯，上行月台的電扶梯與電梯則與新上行月台一同啟用。
| 舊月台 |

| 舊月台 |

| 拆除、重建 |

| 新月台 |

| 新月台 |

| 舊月台 |

| （不使用） |

| 臨時月台 |

| 撤除 |

| 新設月台 |

| 新月台 |

| 新月台 |

| 新月台 |

| 新月台 |

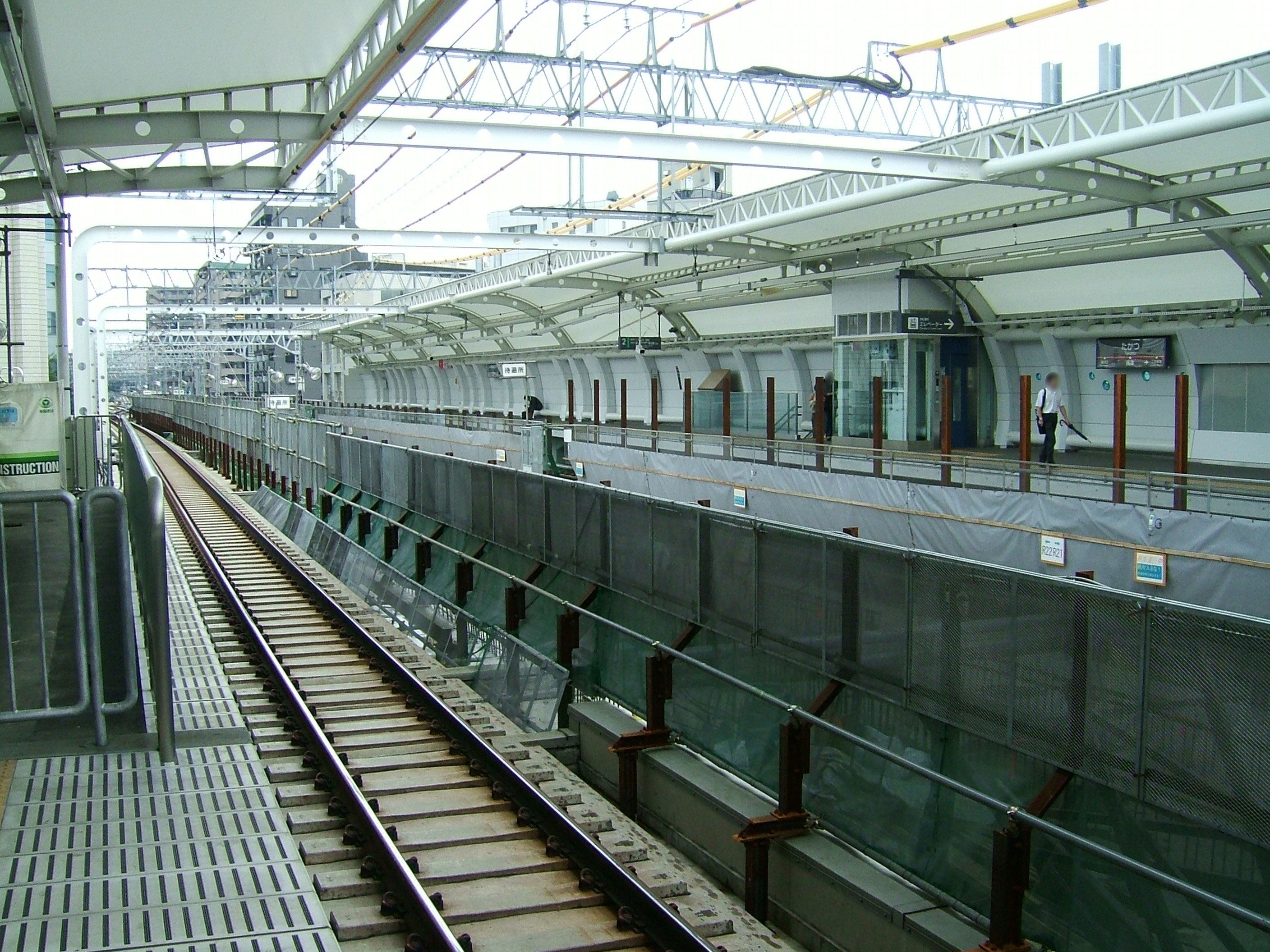
2008年8月，當時中央線路尚未鋪設軌道。
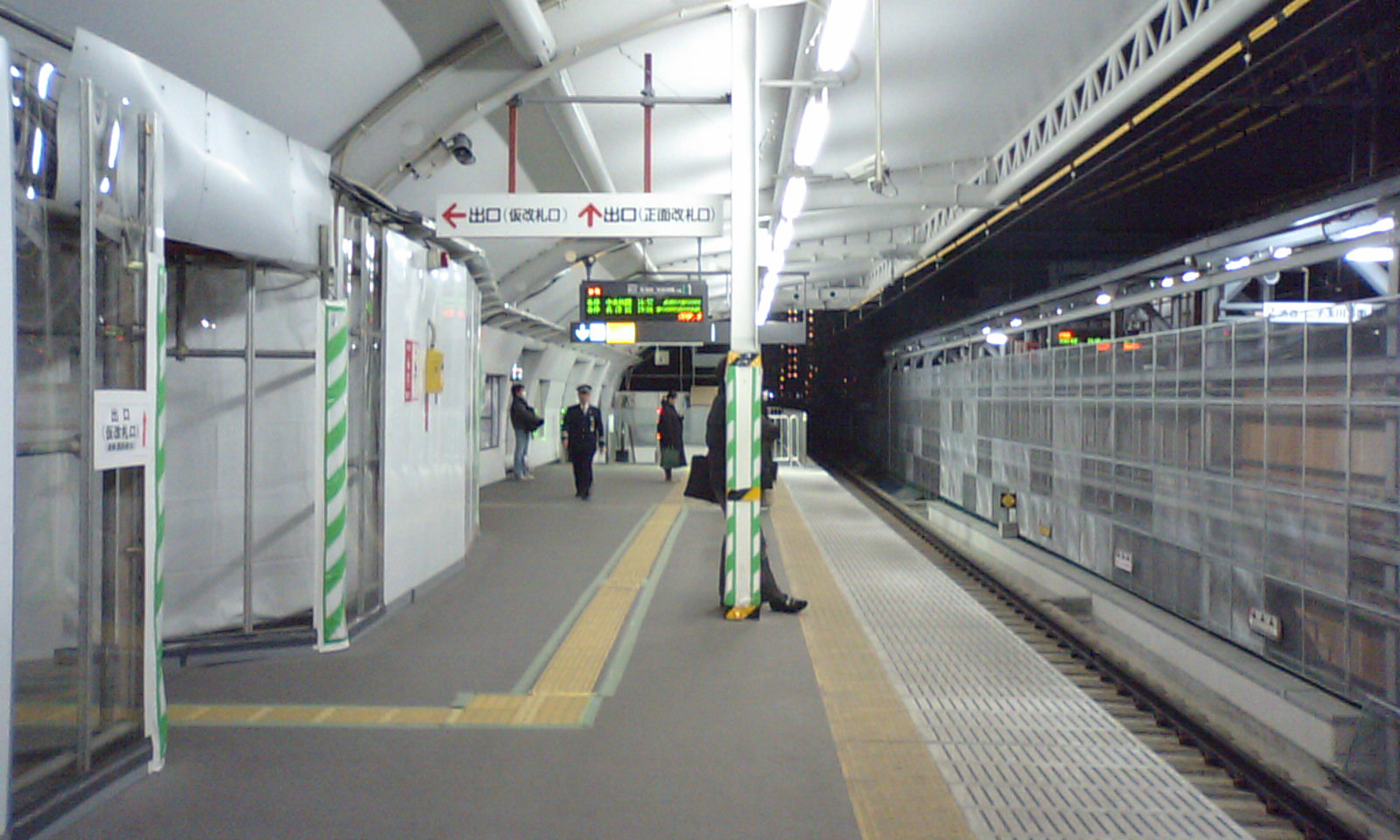
新的下行月台。正面是往正面檢票口的樓梯，左邊是往臨時剪票口（2008年6月關閉）的樓梯。右邊是臨時上行月台（2008年2月18日）。
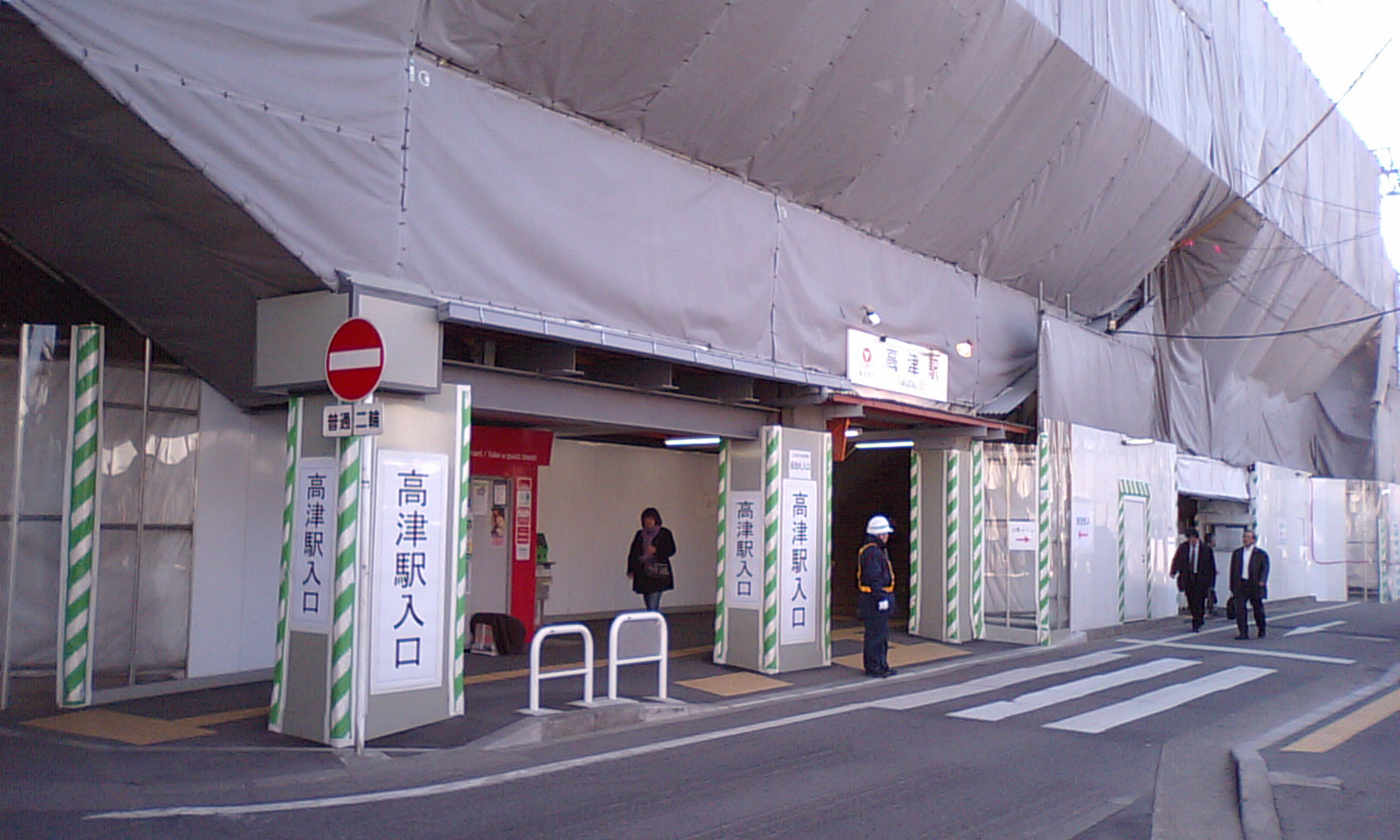
往臨時剪票口的入口（2008年2月22日）。

## 使用情況
2016年度1日平均上下車人次為31,785人。
近年1日平均上下車人次與上車人次的推移如下表。
- 1日平均上車人次參見神奈川縣縣勢要覽。

| 年度               | 1日平均 上下車人次 | 1日平均 上車人次 | 來源     |
| ------------------ | ------------------ | ---------------- | -------- |
| 1995年（平成07年） |                    | 12,461           | [ * 1 ]  |
| 1998年（平成10年） |                    | 12,695           | [ * 2 ]  |
| 1999年（平成11年） |                    | 12,490           | [ * 3 ]  |
| 2000年（平成12年） |                    | 12,225           | [ * 3 ]  |
| 2001年（平成13年） |                    | 12,336           | [ * 4 ]  |
| 2002年（平成14年） | 24,500             | 12,509           | [ * 5 ]  |
| 2003年（平成15年） | 24,857             | 12,626           | [ * 6 ]  |
| 2004年（平成16年） | 24,821             | 12,656           | [ * 7 ]  |
| 2005年（平成17年） | 25,802             | 13,125           | [ * 8 ]  |
| 2006年（平成18年） | 27,079             | 13,764           | [ * 9 ]  |
| 2007年（平成19年） | 27,820             | 14,157           | [ * 10 ] |
| 2008年（平成20年） | 27,643             | 14,031           | [ * 11 ] |
| 2009年（平成21年） | 27,970             | 14,177           | [ * 12 ] |
| 2010年（平成22年） | 28,429             | 14,405           | [ * 13 ] |
| 2011年（平成23年） | 29,200             | 14,775           | [ * 14 ] |
| 2012年（平成24年） | 29,196             | 14,780           | [ * 15 ] |
| 2013年（平成25年） | 29,791             | 15,082           | [ * 16 ] |
| 2014年（平成26年） | 30,244             | 15,288           | [ * 17 ] |
| 2015年（平成27年） | 31,256             |                  |          |
| 2016年（平成28年） | 31,785             |                  |          |

## 周邊

### 設施
過去本站高架下有「電車與巴士博物館」，因改良工程而遷往宮崎台站高架下。
- 帝京大學醫學部附屬溝口醫院（日语：帝京大学医学部附属溝口病院）
- 國道409號（日语：国道409号）（府中街道）
- 神奈川縣高津警察署（日语：高津警察署）
- 川崎市高津消防署
- 川崎市立高津圖書館（日语：川崎市立図書館）
- 川崎溝之口郵便局
- ROUND1（日语：ラウンドワン）高津店
- 大山街道故鄉館

### 路線巴士
高津站前巴士站
| 系統名 | 主要行經地                           | 目的地        | 運行業者     | 備註                              |
| ------ | ------------------------------------ | ------------- | ------------ | --------------------------------- |
| 川31   |                                      | 溝之口站      | 東急巴士     |                                   |
| 川31   | 宮內、小杉御殿町二丁目、東橫線小杉站 | 川崎站西口北  | 東急巴士     |                                   |
| 溝02   |                                      | 溝之口站      | 東急巴士     |                                   |
| 溝02   |                                      | 新平瀨橋      | 東急巴士     | 僅平日夜晚                        |
| 溝02   | 宮內、小杉御殿町二丁目               | 小杉站前      | 東急巴士     |                                   |
| 溝03   | 宮內、新丸子站西口                   | 小杉站前      | 東急巴士     |                                   |
| 直行   |                                      | NEC Platforms | 東急巴士     | 溝之口站發車 僅公司相關人士可搭乘 |
| 溝05   |                                      | 溝口站前      | 川崎市交通局 |                                   |
| 溝05   | 市民博物館前、小杉二丁目             | 小杉站前      | 川崎市交通局 |                                   |

## 相鄰車站
東急電鐵
 田園都市線
■急行、■準急
通過
■各站停車
二子新地（DT08）－高津（DT09）－溝之口（DT10）
 大井町線
■急行、□各站停車（以綠色表示）
通過
■各站停車（以藍色表示）
二子新地（DT08）－高津（DT09）－溝之口（OM16）

## 延伸閱讀
- 宮田道一. . JTBパブリッシング. 2008-09-01. ISBN 9784533071669.

## 外部連結
- 高津（各站資訊） - 東急電鐵（日語）